# Talitropsis megatibia
Talitropsis megatibia är en insektsart som beskrevs av Steven A. Trewick 1999. Talitropsis megatibia ingår i släktet Talitropsis och familjen grottvårtbitare. Inga underarter finns listade i Catalogue of Life.